# Perxe de Cal Rei
El Perxe de Cal Rei és una obra de Garcia (Ribera d'Ebre) inclosa a l'Inventari del Patrimoni Arquitectònic de Catalunya.

## Descripció
Situat a la part alta del poble, entre el carrer de l'Església i el carrer Major.
Perxe situat a la planta baixa d'un cos que comunica la casa de Cal Rei amb la de davant. El cos està obert als dos costats, a l'alçada del pis superior, amb tres pòrtics d'arc de mig punt ceràmic. A la paret del perxe corresponent a Cal Rei s'hi oberva un gall forjat i la data 1603 amb rajola moderna. Està suportat per bigues de fusta col·locades de forma perpendicular al carrer.

## Història
La vila de Garcia havia tingut tres portes d'entrada, malgrat no trobar-se emmurallada. Aquest perxe constituïa l'entrada de la part alta de la població.